# Wiesław Nowosielski
Wiesław Nowosielski (ur 7 października 1938 we Lwowie, zm. 10 czerwca 2006 w Płocku) – polski aktor teatralny i filmowy.

## Życiorys
Jako adept był członkiem zespołów Teatru Wybrzeże w Gdańsku (1950-1952) oraz wrocławskiej Estrady (1956-1958). Zawodową karierę aktorską rozpoczynał w Teatrach Dolnośląskich w Jeleniej Gorze, Legnicy i Wałbrzychu, gdzie grał w latach 1961-1962. Następnie występował w Teatrze Ziemi Opolskiej (1962-1963), Teatrze Rozmaitości we Wrocławiu (1963-1965), Teatrze Polskim w Poznaniu (1965-1967) oraz ponownie w gdańskim Teatrze Wybrzeże (1967-1969). W międzyczasie, w 1966 roku zdał eksternistyczny egzamin aktorski. 
W latach 1967-1988 należał do zespołów teatrów stołecznych: Klasycznego (od 1972 - Studio) (1969-1984, 1986-1987), Rozmaitości (1984-1986) oraz Ochoty (1987-1988). Następnie, w latach 1988-1989 pełnił funkcję dyrektora naczelnego i artystycznego Bałtyckiego Teatru Dramatycznego w Koszalinie. Wystąpił także w dwudziestu czterech spektaklach Teatru Telewizji (1966-1982) oraz dziesięciu audycjach Teatru Polskiego Radia (1974-1983).
Po zakończeniu kariery aktorskiej był wieloletnim kierownikiem Wydziału Kultury Dzielnicy Warszawa Mokotów. Został pochowany na Cmentarzu Komunalnym Północnym w Warszawie (kwatera E-VIII-2-4-19).

## Filmografia

### Filmy fabularne
- Co mi zrobisz, jak mnie złapiesz (1976) - milicjant na miejscu potrącenia mężczyzny z wiadrem wody przez Krzakoskiego
- Zamach stanu (1980)
- Vabank (1981) - spec od daktyloskopii
- Spokojne lata (1981)
- Wielki Szu (1982) - znajomy "Wielkiego Szu" spotkany w "Victorii"
- To tylko rock (1983) - porządkowy na festiwalu w Gradowie
- Katastrofa w Gibraltarze (1983) - oficer na odprawie
- Kobieta w kapeluszu (1984) - klient Desy
- Kim jest ten człowiek (1984) - bojówkarz bijący Iwińskiego w lombardzie
- List gończy (1985) - milicjant z megafonem
- Czas nadziei (1986) - kapitan, komisarz wojskowy "Metalpolu"
- Pociąg do Hollywood (1987) - pasażer pociągu
- Dotknięci (1988) - sędzia na rozprawie Jana
- Wtorek (2001) - ksiądz

### Filmy telewizyjne
- Zielone, minione... (1976) - gość u ciotki Ludwika
- Koty to dranie (1978) - mężczyzna wychodzący z WC w "Victorii"
- Zderzenie (1981) - aktor grający księdza
- Yokohama (1981) - gość na przyjęciu
- Siódme piekło (Le septieme enfer) (1991) - konduktor
- Miss mokrego podkoszulka (2002) - ksiądz

### Seriale telewizyjne
- Przygody psa Cywila (1970) - WOP-ista (odc. 3, 4)
- Czterdziestolatek (1974) - Kmiecik, dziennikarz z "Życia Warszawy" (odc. 4)
- Parada oszustów (1977) - policjant na komisariacie (odc. 3 Tajny detektyw)
- Doktor Murek (1979) - Franciszek, lokaj Horzyńskich (odc. 1)
- Najdłuższa wojna nowoczesnej Europy (1981) - uczestnik zebrania udziałowców Bazaru (odc. 4)
- Dom (1982) - milicjant w hotelu (odc. 11)
- Pan na Żuławach (1984) - repatriant (odc. 1, 3, 5-8, 10-11)
- 07 zgłoś się (1984) - milicjant (odc. 17, 18)
- Dorastanie (1987) - taksówkarz (odc. 5)
- Panny i wdowy (1991) - służący w Lechicach (odc. 1)

Źródło: Film Polski